# 伯耆溝口站
伯耆溝口站（日语：／ Hōki-mizoguchi eki */?）是一個位於鳥取縣西伯郡伯耆町溝口，屬於西日本旅客鐵道（JR西日本）伯備線的鐵路車站。曾經有急行「伯耆」停靠。

## 車站構造
島式月台1面2線、可進行列車交會的地面車站。米子站管理的無人站。

### 月台配置
| 月台 | 路線   | 方向 | 目的地         |
| ---- | ------ | ---- | -------------- |
| 1    | 伯備線 | 下行 | 米子方向       |
| 2    | 伯備線 | 上行 | 新見、岡山方向 |

## 車站周邊
- 伯耆町公所溝口分廳舍
- 溝口郵局
- 鳥取銀行
- 山陰合同銀行
- 米子信用金庫
- 國道181號
- 國道183號
- 國道482號
- 鳥取縣道、島根縣道1號溝口伯太線
- 鳥取縣道45號倉吉江府溝口線
- 鳥取縣道180號伯耆溝口停車場線

## 历史
- 1919年（大正8年）8月10日 - 開業。

## 相鄰車站
西日本旅客鐵道
 伯備線
江尾－（上溝口信號場）－伯耆溝口－岸本

## 外部連結
- JR西日本（伯耆溝口站）（页面存档备份，存于）